# Ronald Richter
Ronald Richter (11. října 1909 Sokolov – 29. prosince 1991 Viedma, Río Negro, Argentina) byl rakouský a později argentinský fyzik, známý zejména ve spojení s projektem Huemul, který v 50. letech 20. století v Argentině za vlády Juana Peróna usiloval o jadernou fúzi.

## Dětství a studia
Narodil se ve Falkenau an der Eger (dnešní Sokolov) v tehdejším Rakousku-Uhersku a byl německé národnosti. V padesátých letech získal argentinské občanství, poté co argentinský prezident Juan Perón změnil příslušný zákon.
Richter studoval fyziku na pražské německé univerzitě, kde promoval 2. března 1935. Po obhajobě své disertační práce na téma „Über Untersuchung von Sperrschnicht – Photozellen mit wiechen Röntgenstrahlen“ se vrátil do Sokolova a působil zde ve Falkenau Chemiewerke, kde se pokoušel zpřesnit měření a kontrolu teploty u obloukových pecí. Zjistil kromě jiného, že přidáním těžké vody (deuteriu)) dochází k jaderné reakci, kterou lze měřit Geigerovo-Müllerovým detektorem.

## Kariéra
Během druhé světové války pracoval v Německu s Maxem Steenbeckem a Manfredem von Ardenne na urychlovači částic, jehož plány po válce okopírovali Sověti a zařízení nazvali Tokamak. Po válce pracoval mimo jiné šest měsíců také s výbušninami. V Londýně se seznámil s leteckým inženýrem Kurtem Tankem, který pak emigroval do Argentiny, kde vystupoval pod pseudonymem Pedro Matthies.
Na jeho doporučení obdržel Richter v roce 1947 pozvání do Argentiny, aby zde rozvíjel nukleární program pro argentinského prezidenta Peróna. Ukázalo se, že, plány Tokamaku byly propašovány také do tohoto státu Jižní Ameriky a Perón zoufale hledal člověka, který by pomohl takové zařízení uvést v činnost. V Córdobě se Richter znovu potkal s Tankem, který se tu zabýval vývojem letadel, a společně uvažovali, jak by bylo možné využít jadrnou energii pro jejich pohon. V roce 1949 dostal Richter od Peróna plnou moc rozvíjet projekt Huemul, který spočíval ve vývoji zařízení s řízenou termojadernou reakcí, kde by docházelo ke kontrolovanému uvolnění levné energie. V roce 1951 Richter Perónovi oznámil, že se mu podařilo v laboratorních podmínkách takovou fúzi provést, což bylo ale později zpochybněno. Komise, kterou Perón nechal zřídit, došla k názoru, že teploty, kterých bylo během pokusu dosaženo, byly příliš nízké a nemohlo tedy k termojaderné fúzi dojít. Projekt byl proto brzo zastaven.
Po uzavření projektu se Richter pohyboval mimo Argentinu, pobýval mimo jiné také v Libyi. Do Argentiny se však vrátil, zemřel zde na konci roku 1991.